# De valse kerstman
De valse kerstman is het 307e stripverhaal van Jommeke. De reeks wordt getekend door Studio Jef Nys. Het album verscheen op 3 november 2021.

## Personages
In dit verhaal spelen de volgende personages mee:
- Jommeke
- Flip
- Filiberke
- Pekkie
- Professor Gobelijn
- Anatool en Smosbol
- kleinere rollen: Annemieke en Rozemieke, Marie, Teofiel.

## Verhaal
Filiberke komt op het idee om dit jaar de kerstbrieven niet op de sturen met de post, maar persoonlijk te overhandigen aan de kerstman. Jommeke vindt dit een fantastisch plan. Ze vliegen samen met Flip en de professor naar Finland om de kerstman te bezoeken en de brieven af te geven. Gobelijn kende de kerstman (Noël) echter al, dus hij weet waar de kerstman zich bevindt. Eenmaal ze landen, maken ze al snel kennis met de Woodies, de hulprobotjes van de kerstman.
Onderweg naar de kerstman beleven ze allerlei avonturen met de Woodies en met de wilde dieren in het Finse bos. De kerstman is heel bij als de jongens hun brieven aan hem overhandigen. Er is echter wel een probleem: de kerstman kan dit jaar de pakjes zelf niet rondbrengen. Ze komen op het idee om professor Gobelijn te verkleden als kerstman zodat hij de cadeautjes kan rondbrengen. De kerstman geeft een speciale sleutel aan Gobelijn zodat hij in elk huis binnen kan treden. De schurk Anatool heeft dit natuurlijk afgeluisterd en bedenkt met Smosbol een plan om zelf aan de sleutel te geraken, zodat hij alle huizen kan bestelen. Wanneer de professor ligt te slapen, injecteert Anatool hem een slaapmiddel en steelt de sleutel. Anatool verkleedt Gobelijn in een sneeuwmanpak en laat hem achter bij een boom. Daarna verkleden Smosbol en Anatool zich in sneeuwman en kerstman zodat het niet opvalt dat ze eigenlijk de huizen aan het bestelen zijn.
Jommeke, Flip en Filiberke kunnen de twee schurken overmeesteren. Ze moeten als straf een jaar in dienst bij de kerstman. Uiteindelijk wordt er kerst gevierd in Zonnedorp en iedereen is tevreden met de pakjes.

## Achtergronden bij het verhaal
- De Woodies in dit verhaal hebben een sterke gelijkenis met De Smurfen.
- Dit album verscheen ook in een exclusieve hardcover met ex-libris van Philippe Delzenne (175 exemplaren).